# شاربونو، داکوتای شمالی
شاربونو یک شهر متروکه در شمال غربی شهرستان مکنزی، داکوتای شمالی واقع در ایالات متحده است. زمانی که اداره پست این منطقه در دهه ۱۹۶۰ بسته شد، این شهر متروکه شد.